# Реєстр технічних регламентів
Перелік українських технічних регламентів, прийнятих в рамках зобов'язань відповідно до Угоди про асоціацію України з ЄС (Додаток ІІІ)
| Назва технічного регламенту The name of the technical regulations | Пункт згідно з Додатком ІІІ Item according to Annex III | Дата прийняття Date of adoption |
| Технічний регламент безпеки машин Technical regulation on safety of machines Directive 2006/42/EC | 2.1                                                     | 30.01.2013                      |
| Технічний регламент з електромагнітної сумісності обладнання Technical regulation on electromagnetic compatibility of equipment Directive 2014/30/EU | 2.2                                                     | 16.12.2015                      |
| Технічний регламент безпеки простих посудин високого тиску Technical regulation for safety of simple pressure vessels Directive 2014/29/EU | 2.3                                                     | 28.12.2016                      |
| Технічний регламент безпеки обладнання, що працює під тиском Technical regulation on safety of equipment working under pressure Directive 2014/68/EU | 2.4                                                     | 16.01.2019                      |
| Технічний регламент рухомого обладнання, що працює під тиском Technical regulation on transportable equipment working under pressure Directive 2010/35/EU | 2.5                                                     | 04.07.2018                      |
| Технічний регламент ліфтів і компонентів безпеки для ліфтів Technical Regulation on Lifts and safety components for lifts Directive 2014/33/EU | 2.6                                                     | 21.06.2017                      |
| Технічний регламент безпечності іграшок Technical regulation on safety of toys Directive 2009/48/EC | 2.7                                                     | 28.02.2018                      |
| Технічний регламент низьковольтного електричного обладнання Technical regulation on low-voltage electrical equipment Directive 2014/35/EU | 2.8                                                     | 16.12.2015                      |
| Технічний регламент водогрійних котлів, що працюють на рідкому чи газоподібному паливі (потребує перегляду) Technical regulation on hot water boilers operating on liquid or gaseous fuels (needs revision) Directive 92/42/EEC | 2.9                                                     | 27.08.2008                      |
| Технічний регламент приладів, що працюють на газоподібному паливі Technical regulation on appliances burning gaseous fuels Regulation 2016/426 | 2.10                                                    | 04.07.2018                      |
| Технічний регламент засобів індивідуального захисту Technical regulation on personal protective equipment Regulation 2016/425 | 2.11                                                    | 21.08.2019                      |
| Технічний регламент щодо вимог до екодизайну для побутових холодильних приладів Technical regulation on ecodesign requirements for household refrigerating appliances Regulation 643/2009 implementing Directive 2005/32/EC | 2.12                                                    | 27.02.2019                      |
| Технічний регламент щодо неавтоматичних зважувальних приладів Technical regulation on non-automatic weighing instruments Directive 2014/31/EU | 2.13                                                    | 16.12.2015                      |
| Технічний регламент засобів вимірювальної техніки Technical regulation on measuring instruments Directive 2014/32/EU | 2.14                                                    | 24.02.2016                      |
| Технічний регламент морського обладнання Technical regulation on marine equipment (needs revision) Directive 96/98/ЄС | 2.15                                                    | 05.09.2007                      |
| Технічний регламент щодо медичних виробів Technical regulation on medical devices (needs revision) Directive 93/42/EEC | 2.16                                                    | 02.10.2013                      |
| Технічний регламент щодо активних медичних виробів, які імплантують Technical regulation on active implantable medical products (needs revision) Directive 90/385/EEC | 2.17                                                    | 02.10.2013                      |
| Технічний регламент щодо медичних виробів для діагностики in vitro Technical regulations on in vitro diagnostic medical devices (needs revision) Directive 98/79/EU | 2.18                                                    | 02.10.2013                      |
| Технічний регламент обладнання та захисних систем, призначених для застосування в потенційно вибухонебезпечних середовищах Technical regulations on equipment and protective systems intended for use in potentially explosive environments Directive 2014/34/EU                                                                        | 2.19                                                    | 28.12.2016                      |
| Технічний регламент радіообладнання і Technical regulation on radio equipment Directive 2014/53/EU | 2.20                                                    | 24.05.2017                      |
| Технічний регламент канатних доріг Technical regulation on cable cars Regulation 2016/424 | 2.21                                                    | 06.02.2019                      |
| Технічний регламент прогулянкових суден Technical regulation on recreational crafts (needs revision) Directive 94/25/EU | 2.22                                                    | 19.11.2011                      |
| Технічний регламент будівельних виробів, будівель і споруд Technical regulations on building products, buildings and structures (needs revision) Directive 89/106/EEC | 2.23                                                    | 20.12.2006                      |
| Технічний регламент упаковки та відходів Technical regulation on packaging and waste Directive 2018/852 (amending Directive 94/62/EU) | 2.24                                                    |                                 |
| Технічний регламент вибухових матеріалів цивільного призначення Technical regulation on civilian explosive materials Directive 2014/28/EU | 2.25                                                    | 03.10.2018                      |
| 25.1 Технічний регламент енергетичного маркування енергоспоживчих продуктів 25.1 Technical regulation on energy labeling of energy-consuming products (needs revision) Directive 2010/30/EU | 2.26                                                    | 07.08.2013                      |
| 25.2 Технічний регламент енергетичного маркування побутових електричних холодильників 25.2 Technical regulation on energy labeling of domestic electric refrigerators Regulation 1060/2010 supplementing Directive 2010/30/EU | -//-                                                    | ---//---                        |
| 25.3 Технічний регламент енергетичного маркування побутових пральних машин 25.3 Technical regulation on energy labeling of household washing machines Regulation 1061/2010 supplementing Directive 2010/30/EU | -//-                                                    | ---//---                        |
| 25.4 Технічний регламент енергетичного маркування електричних ламп та світильників 25.4 Technical regulation on the energy marking of electric lamps and fixtures Regulation 874/2012 supplementing Directive 2010/30/EU | -//-                                                    | 27.05.2015                      |
| 25.5 Технічний регламент енергетичного маркування побутових посудомийних машин 25.5 Technical regulation on energy labeling of household dishwashers Regulation 1059/2010 supplementing Directive 2010/30/EU | -//-                                                    | 17.07.2015                      |
| 25.6 Технічний регламент енергетичного маркування кондиціонерів повітря 25.6 Technical regulation on energy labeling of air conditioners Regulation 626/2011 supplementing Directive 2010/30/EU | -//-                                                    | 24.05.2017                      |
| 25.7 Технічний регламент енергетичного маркування телевізорів 25.7 Technical regulation on energy labeling of televisions Regulation 1062/2010 supplementing Directive 2010/30/EU | -//-                                                    | 24.05.2017                      |
| 25.8 Технічний регламент енергетичного маркування побутових барабанних сушильних машин 25.8 Technical regulation on energy labeling of household tumble driers Regulation 392/2012 supplementing Directive 2010/30/EU | -//-                                                    | 31.05.2017                      |
| 25.9 Технічний регламент енергетичного маркування пилососів 25.9 Technical regulation on energy labeling of vacuum cleaners Regulation 665/2013 supplementing Directive 2010/30/EU | -//-                                                    | 31.05.2017                      |
| 25.10 Технічний регламент енергетичного маркування побутових духових шаф та кухонних витяжок 25.10 Technical regulation on energy labeling of domestic ovens and range hoods Regulation 65/2014 supplementing Directive 2010/30/EU | -//-                                                    | 07.02.2018                      |
| 25.11 Технічний регламент енергетичного маркування водонагрівачів, баків-акумуляторів та комплектів з водонагрівача і сонячного обладнання 25.11 Technical regulation on energy labeling of water heaters, hot water storage tanks and packages of water heater and solar device Regulation 812/2013 supplementing Directive 2010/30/EU | -//-                                                    | 19.04.2019                      |
| Технічний регламент високошвидкісних залізничних доріг Technical regulation on high-speed railways Directive 2008/57/EU | 2.27                                                    |                                 |